# غدب برزفالسكي
غدب برزفالسكي (باللاتينية: Scrophularia przewalskii ) هو نوع نباتي يتبع جنس الغدب من الفصيلة الغدبية.